# Intronisation des princes de Monaco
L'intronisation des princes de Monaco est la cérémonie qui marque l'avènement au trône d'un nouveau prince de Monaco. N'étant pas exigée par la Constitution monégasque, aucun déroulement précis des cérémonies n'est prévu, et celles-ci peuvent même s'étaler sur plusieurs jours. La dernière à avoir eu lieu est l'intronisation du prince Albert II, du 17 au 19 novembre 2005.  
Le jour de l'intronisation du prince Rainier III, le 19 novembre, a été choisi comme jour de la Fête du Prince.

## Histoire
Les cérémonies d'intronisation des princes de Monaco commencent le 16 mars 1458 lorsque Lambert, co-seigneur de Monaco, souhaite s'assurer de la fidélité des notables de son territoire. La cérémonie s'effectue alors par le rassemblement des chefs de foyer de Monaco, Menton et Roquebrune, au Palais princier pour qu'ils prêtent serment de fidélité au prince en mettant la main sur l'Évangile. Le prince prête en retour le serment de « maintenir ses sujets en paix, de leur administrer une justice parfaite, de conserver leurs franchises, libertés, immunités et coutumes et de les protéger contre leurs ennemis ». Cette cérémonie s'effectue ensuite dans la Cour d'honneur du Palais.
La Constitution monégasque de 1962, comme celle de 1911, ne prévoit pas de cérémonies d'intronisation officielle. Il s'agit donc d'une coutume dont l'organisation peut être sujette à changement.

## Cérémonie
Une cérémonie d'hommage des grands corps de l'État au prince souverain se tient dans la salle du Trône,,. Le prince, annoncé par le chambellan, entre par le salon Matignon. Il est ensuite conduit à son trône devant une assemblée debout, avant que ne retentisse une version symphonique de l'hymne monégasque.
Les ornements de grand-maître des ordres de Saint-Charles et de Grimaldi sont ensuite remis par le chancelier des ordres du Prince.
Différents discours sont prononcés par le secrétaire d'État, le président du Conseil d'État et le ministre d'État. Le prince tient ensuite son discours du Trône pour remercier les différents protagonistes et confirme son engagement à respecter la Constitution et les lois,. L'assemblée acclame alors le prince.
La cérémonie d'intronisation contient aussi des éléments religieux : ainsi le prince Rainier III a été solennellement consacré par l'archevêque de Monaco lors d'une messe pontificale,. Lors de la dernière cérémonie d'intronisation, le prince Albert II n'a assisté à un Te Deum que plusieurs jours après avoir effectué la cérémonie d'hommage, dans le cadre de la Fête du Prince.
Une prise d'arme, au cours de laquelle la Compagnie des Carabiniers du Prince reçoit un nouvel étendard, peut suivre directement la cérémonie d'intronisation ou, comme cela fut fait pour le prince Albert II, se dérouler quelques jours plus tard.